# Repräsentantenhaus von Florida
Das Repräsentantenhaus von Florida (Florida House of Representatives) ist das Unterhaus der Florida Legislature, der Legislative des US-Bundesstaates Florida.
Die Parlamentskammer setzt sich aus 120 Abgeordneten zusammen, die jeweils einen Wahldistrikt repräsentieren. Die Abgeordneten werden in jedem geradzahligen Jahr jeweils für zweijährige Amtszeiten gewählt. Jedes Mitglied des Repräsentantenhauses muss Staatsbürger der Vereinigten Staaten sein und mindestens schon zwei Jahre in Florida gelebt haben. Ferner muss man vor der Wahl mindestens ein Jahr in dem Wahlbezirk gewohnt haben und mindestens 21 Jahre bei der Wahl sein. Es existiert eine Beschränkung der Amtszeiten auf vier Amtsperioden.
Die gesamte Legislative beginnt ihre Sitzungsperioden jedes Jahr am ersten Dienstag nach dem ersten Montag im März, die dann 60 Kalendertage andauern. Sondersitzungen können entweder vom Gouverneur oder den Führern der beiden Kammern (Repräsentantenhaus und Senat) angesetzt werden.
Der Sitzungssaal des Repräsentantenhauses befindet sich gemeinsam mit dem Staatssenat im Florida State Capitol in der Hauptstadt Tallahassee.

## Struktur der Kammer
Vorsitzender des Repräsentantenhauses ist der Speaker of the House. Er wird zunächst von der Mehrheitsfraktion der Kammer ebenfalls für eine zweijährige Amtszeit gewählt, ehe die Bestätigung durch das gesamte Parlament folgt. Der Speaker ist auch für den Ablauf der Gesetzgebung verantwortlich und überwacht die Abstellungen in die verschiedenen Ausschüsse. Ferner gibt es das Amt des Speaker pro tempore, dessen Aufgabe es ist, darauf zu achten, ob der Speaker seinen Sitz verlässt, oder ob es da eine freie Stelle gibt. Derzeitiger Speaker ist der Republikaner Paul Renner, Speaker pro tempore der Republikaner Chuck Clemons.
Weitere wichtige Amtsinhaber sind der Mehrheitsführer (Majority leader) und der Oppositionsführer (Minority leader), die von den jeweiligen Fraktionen gewählt werden. Der Mehrheitsführer entscheidet, welche Gesetzesvorlagen zu Erörterung auf die Tagesordnung des Speakers kommen. Ferner managt er die Debatten und die Kammerabstimmungen. Majority leader der Republikaner ist Michael Grant, Minority leader der Demokraten ist Fentrice Driskell.

## Zusammensetzung nach der Wahl im Jahr 2022
| Partei | Partei                 | Abgeordnete |
| ------ | ---------------------- | ----------- |
|        | Republikanische Partei | 84          |
|        | Demokratische Partei   | 36          |
| Summe  | Summe                  | 120         |